# Peperomia leuconeura
Peperomia leuconeura är en pepparväxtart som beskrevs av William Trelease. Peperomia leuconeura ingår i släktet peperomior, och familjen pepparväxter. Inga underarter finns listade i Catalogue of Life.